# راه‌آهن شینانو
راه‌آهن شینانو (انگلیسی: Shinano Railway) شرکت ترابری ریلی ژاپنی است، که در سال ۱۹۹۶ تأسیس شد.